# پلاتینیوم گیمز
پلاتینیوم گیمز (به ژاپنی: プラチナゲームズ株式会社 Purachina Gēmuzu Kabushiki Gaisha) یک شرکت توسعه‌دهنده بازی‌های ویدئویی ژاپنی است. این شرکت پس از ادغام دو شرکت Seeds و Odd در اکتبر سال ۲۰۰۷ به وجود آمد. در سال بعد، سگا اعلام کرد که پلاتینیوم گیمز چهار عنوان جدید را برای این شرکت طراحی خواهد کرد، که شامل دنیای دیوانه، فضای بی‌کران، بایونتا و ونکوئیش بودند. با وجود دریافت نقدهای مثبت برای بسیاری از این بازی‌ها، هیچ‌کدام از این عناوین موفقیت تجاری خوبی به دست نیاوردند.
با وجود این‌که هدف این شرکت، طراحی یک مالکیت فکری جدید است، پلاتینیوم گیمز از سال ۲۰۱۰ با دیگر استودیوها برای توسعه عناوینشان همکاری داشته‌است. همکاری این استودیو با اکتیویژن بر روی بازی‌های افسانه کورا، لاک‌پشت‌های نینجا و تبدیل‌شوندگان بوده، و با کونامی در توسعه متال گیر طلوع: انتقام دوباره همکاری داشته‌است. همچنین آن‌ها با نینتندو بر روی بازی استارفاکس کار کردند، و در سال ۲۰۱۷، بازی نیئا: اتوماتا را با همکاری اسکوئر انیکس عرضه کردند.

## بازی‌های ساخته شده
| سال  | عنوان                                              | ناشر          | سکو(ها)                                                                                       | یادداشت‌ها                     |
| ---- | -------------------------------------------------- | ------------- | --------------------------------------------------------------------------------------------- | ----------------------------- |
| ۲۰۰۹ | MadWorld                                           | سگا           | وی                                                                                            | —                             |
| ۲۰۰۹ | Infinite Space                                     | سگا           | نینتندو دی‌اس                                                                                  | Co-developed with Nude Maker  |
| ۲۰۰۹ | بایونتا                                            | سگا           | نینتندو سوئیچ، پلی‌استیشن ۳، پلی‌استیشن ۴، وی یو، مایکروسافت ویندوز، ایکس‌باکس ۳۶۰، ایکس‌باکس وان | —                             |
| ۲۰۱۰ | پیروزی                                             | سگا           | پلی‌استیشن ۳، پلی‌استیشن ۴، مایکروسافت ویندوز، ایکس‌باکس ۳۶۰، ایکس‌باکس وان                       | —                             |
| ۲۰۱۲ | Anarchy Reigns                                     | سگا           | پلی‌استیشن ۳، ایکس‌باکس ۳۶۰                                                                     | —                             |
| ۲۰۱۳ | متال گیر طلوع: انتقام دوباره                       | کونامی        | مک‌اواس، پلی‌استیشن ۳، انویدیا شیلد، مایکروسافت ویندوز، ایکس‌باکس ۳۶۰                            | —                             |
| ۲۰۱۳ | The Wonderful 101                                  | نینتندو       | وی یو                                                                                         | —                             |
| ۲۰۱۴ | بایونتا ۲                                          | نینتندو       | نینتندو سوئیچ، وی یو                                                                          | —                             |
| ۲۰۱۴ | The Legend of Korra                                | اکتیویژن      | پلی‌استیشن ۳، پلی‌استیشن ۴، مایکروسافت ویندوز، ایکس‌باکس ۳۶۰، ایکس‌باکس وان                       | —                             |
| ۲۰۱۵ | Transformers: Devastation                          | اکتیویژن      | پلی‌استیشن ۳، پلی‌استیشن ۴، مایکروسافت ویندوز، ایکس‌باکس ۳۶۰، ایکس‌باکس وان                       | —                             |
| ۲۰۱۵ | 8-Bit Bayonetta                                    | سگا           | Browser، مایکروسافت ویندوز                                                                    | Co-developed with Bitbaboon   |
| ۲۰۱۶ | Star Fox Zero                                      | نینتندو       | وی یو                                                                                         | Co-developed with نینتندو EPD |
| ۲۰۱۶ | Star Fox Guard                                     | نینتندو       | وی یو                                                                                         | Co-developed with نینتندو EPD |
| ۲۰۱۶ | Teenage Mutant Ninja Turtles: Mutants in Manhattan | اکتیویژن      | پلی‌استیشن ۳، پلی‌استیشن ۴، مایکروسافت ویندوز، ایکس‌باکس ۳۶۰، ایکس‌باکس وان                       | —                             |
| ۲۰۱۷ | نیئا: اتوماتا                                      | اسکوئر انیکس  | پلی‌استیشن ۴، مایکروسافت ویندوز، ایکس‌باکس وان، نینتندو سوئیچ                                   | —                             |
| ۲۰۱۹ | Astral Chain                                       | نینتندو       | نینتندو سوئیچ                                                                                 | —                             |
| ۲۰۲۰ | The Wonderful 101: Remastered                      | پلتینیوم گیمز | نینتندو سوئیچ، پلی‌استیشن ۴، مایکروسافت ویندوز                                                 | —                             |
| ۲۰۲۱ | World of Demons                                    | پلتینیوم گیمز | آی‌اواس، مک‌اواس                                                                                | —                             |
| ۲۰۲۲ | Sol Cresta                                         | پلتینیوم گیمز | نینتندو سوئیچ، پلی‌استیشن ۴، مایکروسافت ویندوز                                                 | —                             |
| ۲۰۲۲ | سقوط بابل                                          | اسکوئر انیکس  | پلی‌استیشن ۴، پلی‌استیشن ۵، مایکروسافت ویندوز                                                   | —                             |
| ۲۰۲۲ | بایونتا ۳                                          | نینتندو       | نینتندو سوئیچ                                                                                 | —                             |
| ۲۰۲۳ | خاستگاه بایونتا: سرزا و شیطان گمشده                | نینتندو       | نینتندو سوئیچ                                                                                 | —                             |
| ۲۰۲۳ | فاینال فانتزی ۱۶                                   | اسکوئر انیکس  | پلی‌استیشن ۵                                                                                   | Additional work               |
| ن/م  | Project G.G.                                       | پلتینیوم گیمز | ن/م                                                                                           | —                             |

### Development shifted to another studio
| سال  | عنوان                    | ناشر    | سکو(ها)                                     | یادداشت‌ها                                     |
| ---- | ------------------------ | ------- | ------------------------------------------- | --------------------------------------------- |
| ۲۰۲۴ | Granblue Fantasy: Relink | Cygames | پلی‌استیشن ۴، پلی‌استیشن ۵، مایکروسافت ویندوز | Development moved to Cygames in February 2019 |

### بازی‌های کنسل شده
| عنوان      | ناشر               | سکو(ها)                         | یادداشت‌ها                                                                         |
| ---------- | ------------------ | ------------------------------- | --------------------------------------------------------------------------------- |
| اسکیل‌باند  | استودیو مایکروسافت | مایکروسافت ویندوز، ایکس‌باکس وان | لغو شده در ژانویه ۲۰۱۷                                                            |
| Lost Order | Cygames            | اندروید، آی‌او‌اس                 | Closed beta tests occurred in August 2017. The game was silently cancelled later. |